# アナタの夢になりたい
「アナタの夢になりたい」（アナタのゆめになりたい）は、平家みちよの5枚目のシングル。1999年2月10日発売。

## 概要
テレビ東京系「アイドルをさがせ!」エンディングテーマ。
「J-PHONE東海」CMソング。

## 収録曲
全作詞：牧穂エミ　作曲・編曲：はたけ
1. アナタの夢になりたい
2. 春だよ
3. アナタの夢になりたい（オリジナル・カラオケ）

## 参加ミュージシャン
アナタの夢になりたい
- ギター&プログラミング：はたけ
- ベース：寺沢功一
- ドラム：樋口宗孝
- コーラス：牧穂エミ